# Henk Stallinga
Hendrik (Henk) Stallinga (Tietjerk, 25 september 1962) is een Nederlands beeldend kunstenaar en ontwerper.

## Leven en werk
Stallinga voltooide zijn studie aan de Gerrit Rietveld Academie in Amsterdam in 1993. Na zijn afstuderen startte hij Studio Stallinga in dezelfde stad, waar hij sindsdien actief is.
In zijn beginjaren ontwierp hij een aantal originele werken, waaronder de zogenoemde Watt lamp, opgebouwd uit slechts een stekker, draad en fitting. Daarnaast ontwierp hij onder meer de Sponsvaas en de Zetbank, gevormd uit uit één enkele staalplaat. In 1994 ontwierp hij voor een tentoonstelling in het Stedelijk Museum in Amsterdam een 40 meter lange buis in de tuin van het museum als expositieruimte.
Bij de Mondriaan expositie in het Museum of Modern Art in New York in 1995, werd onder meer zijn installatie Een m2 gezelligheid getoond, mede door deze presentatie brak Stallinga internationaal door.
Het werk van Stallinga maakt deel uit van de permanente collecties van diverse musea, zoals het Stedelijk Museum Amsterdam, het Fonds National d'Art Contemporain in Parijs, het Louisiana Museum in Kopenhagen, en in de Verenigde Staten zowel het MoMA en het Cooper Hewitt Museum in New York, als het San Francisco Museum of Modern Art  aan de westkust.

## Werk
Het zeer vroege werk van Stallinga uit de jaren 1990 gaat over de perceptie van het industriële product, diens functionaliteit en betekenis. Voorbeelden hiervan zijn het stekkerlampje, de Clamp Chair opgebouwd uit planken multiplex verbonden met lijmklemmen, en de stalen zetbank. Voor de Aids Foundation ontwierp hij een slaapkamer object, de One Night Stand, een combinatie van stoel en nachtkastje:

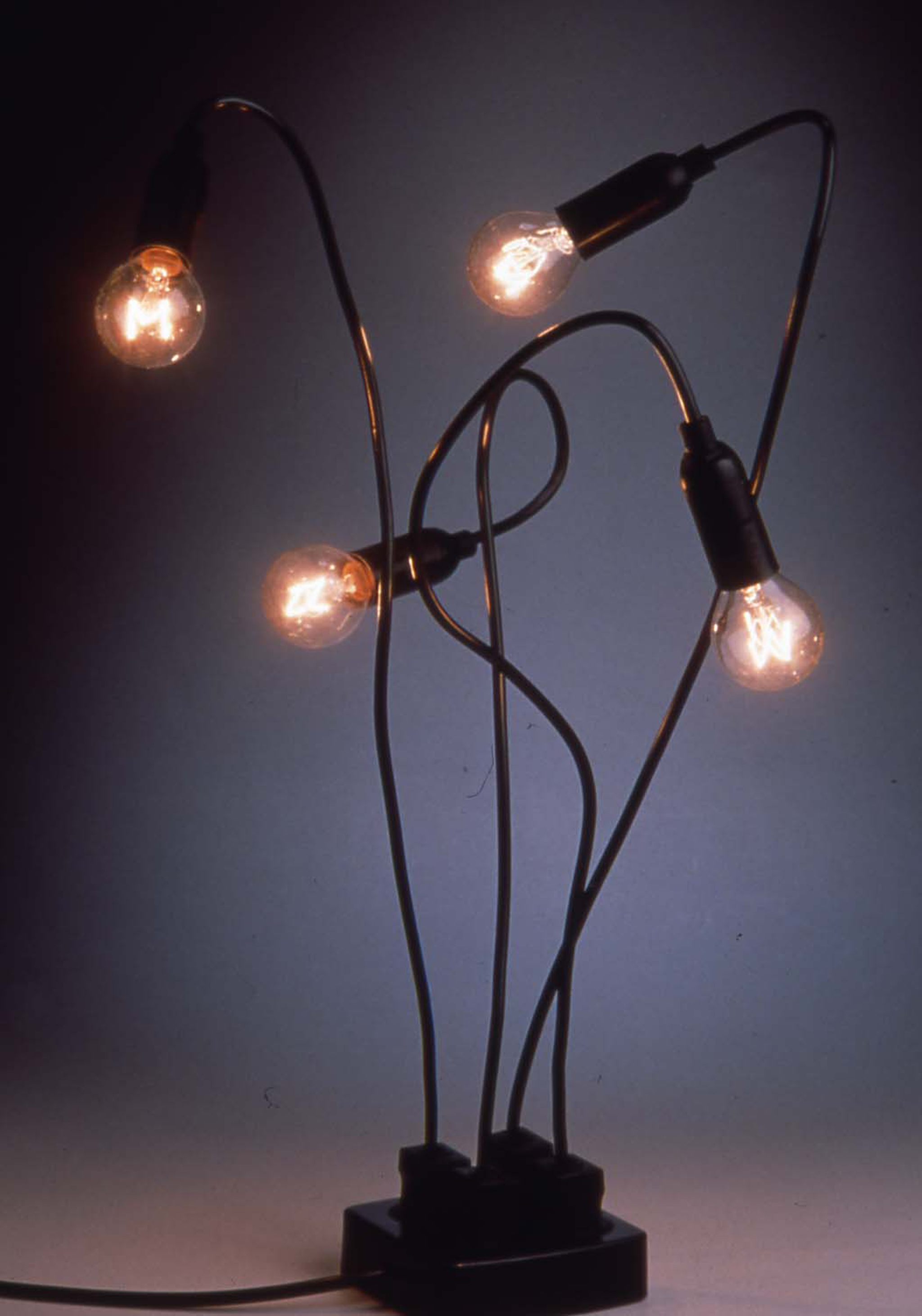
Stekkerlampje in MoMa, New York
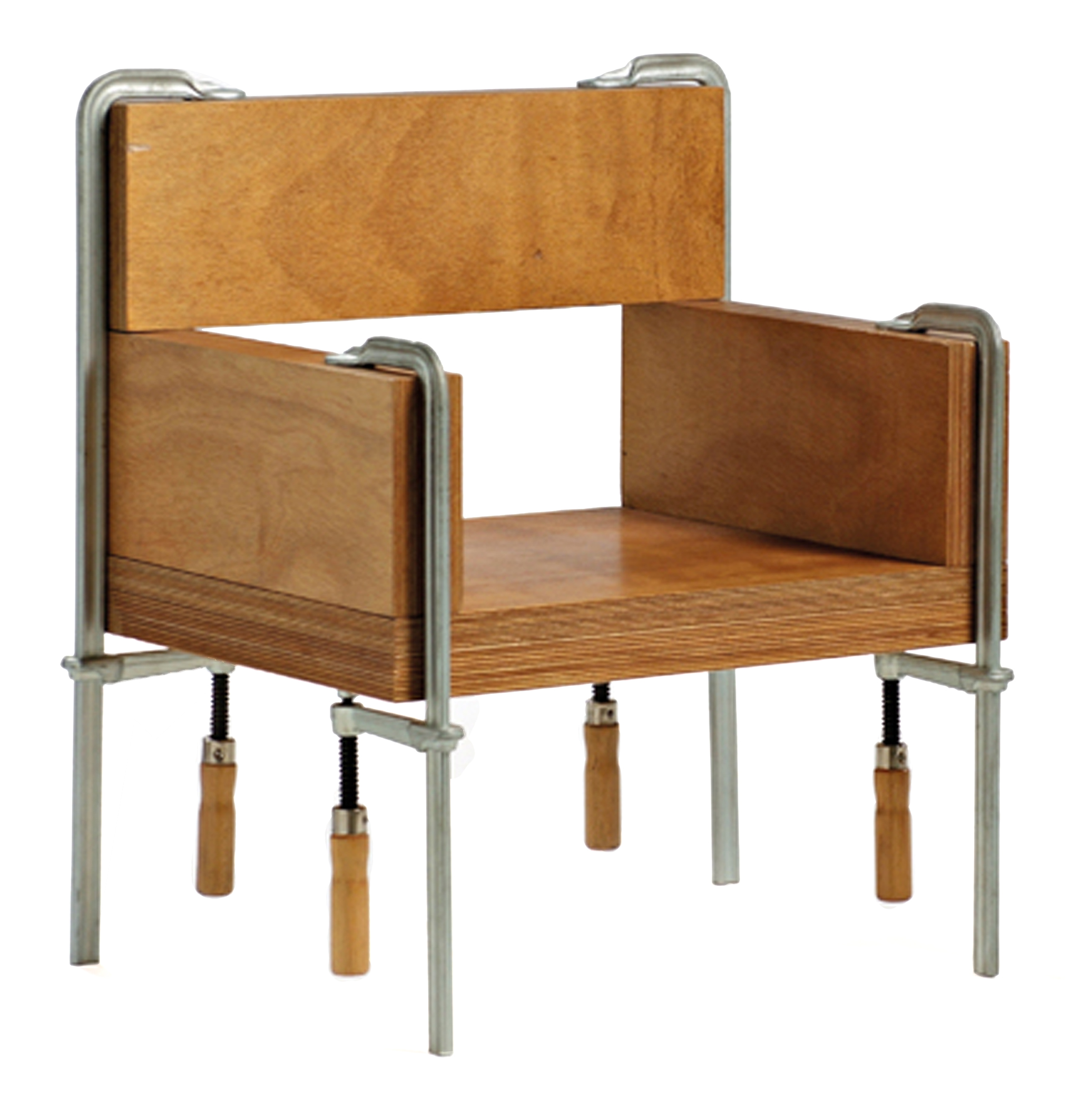
Clamp Chair
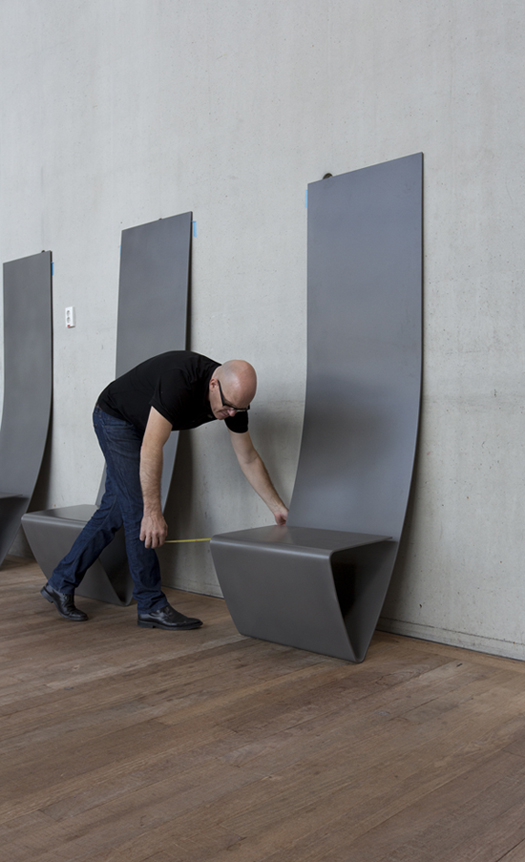
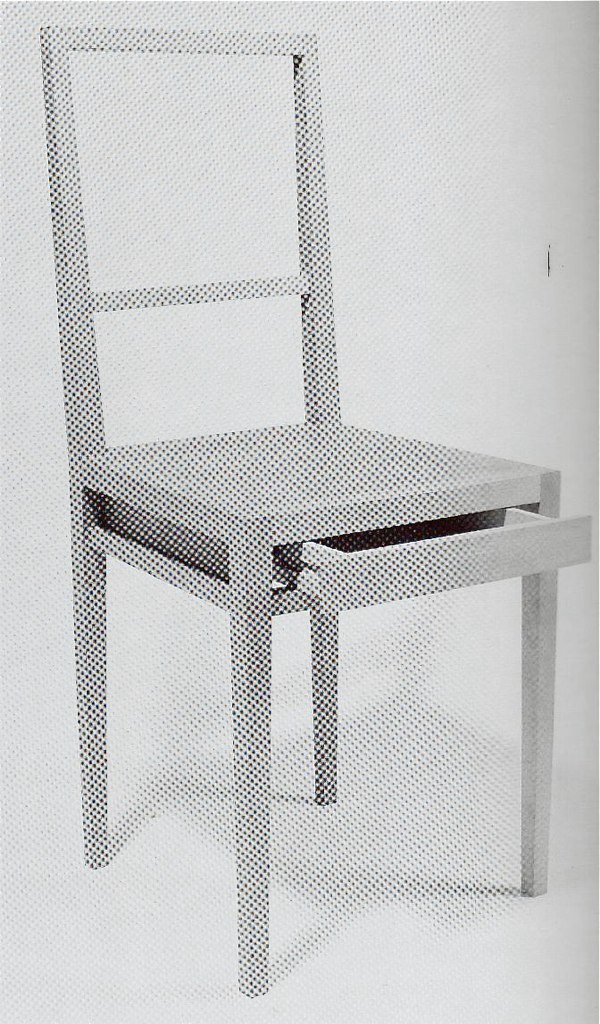
One Night Stand
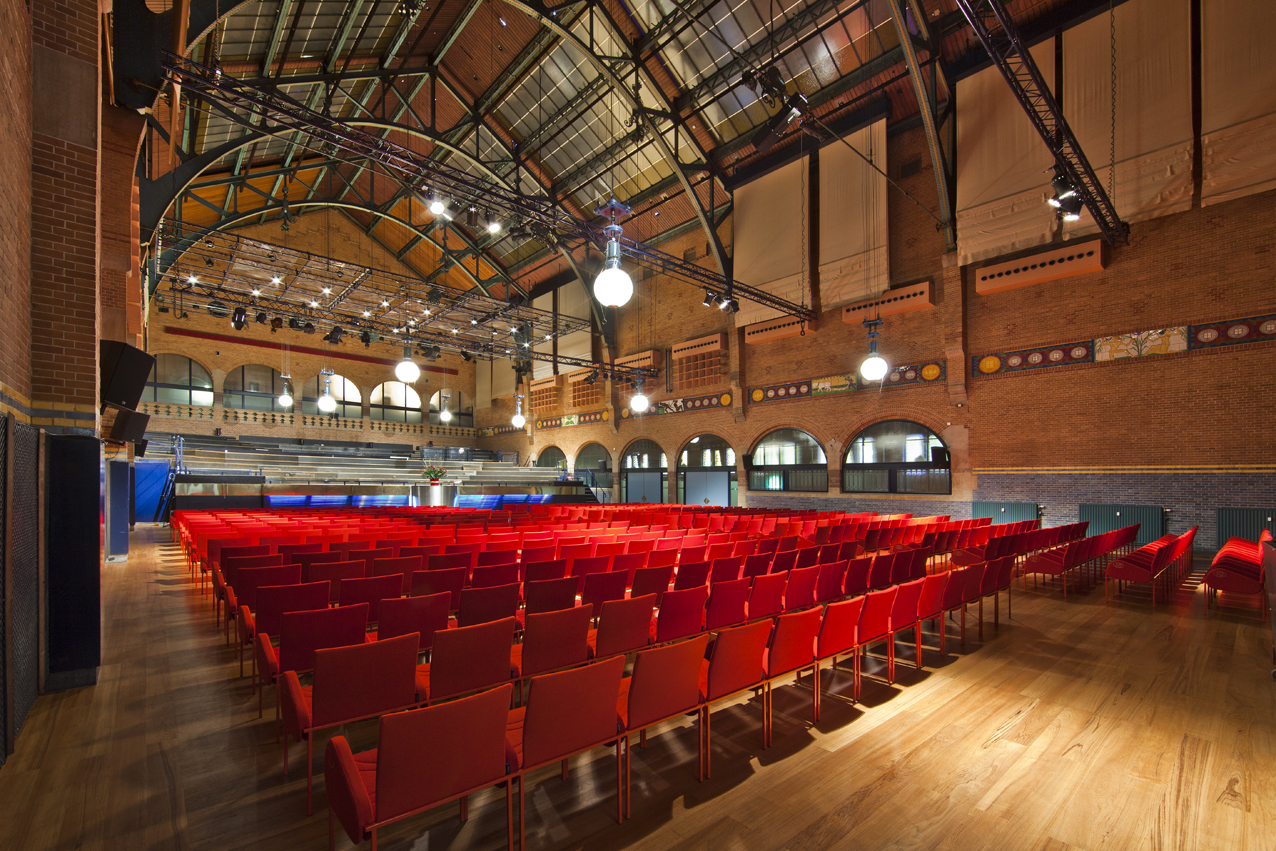
Nieuwe Berlage stoel

Stallinga werkt als multidisciplinair kunstenaar met sculpturen en multimedia-installaties. In zijn werk verweeft hij visuele elementen met licht, geluid en beweging. Voorbeelden:

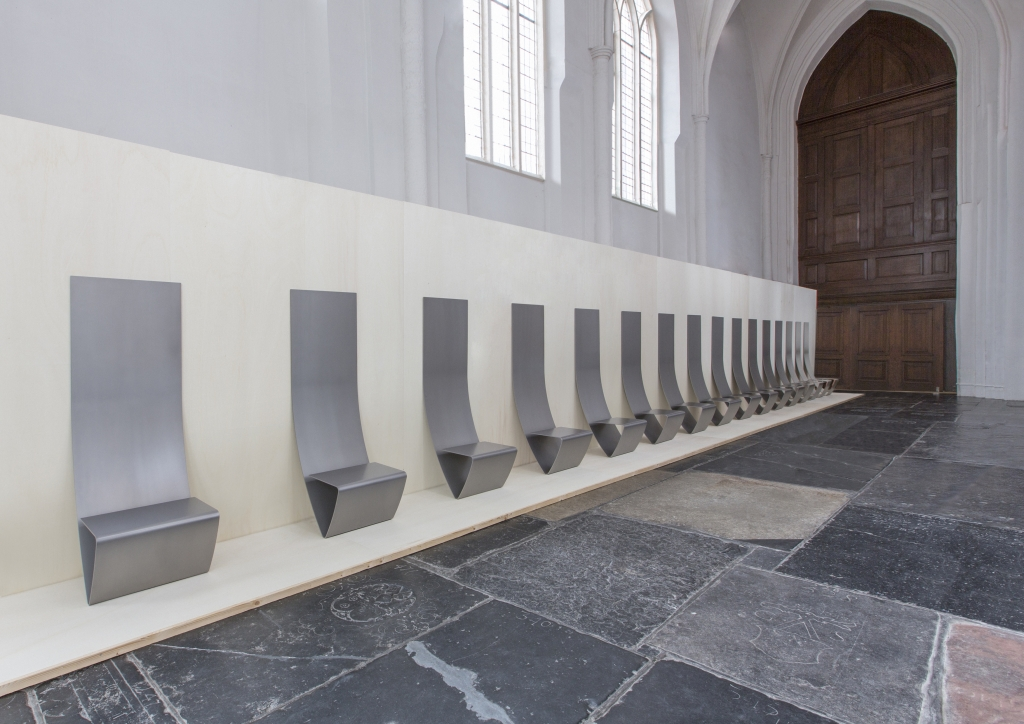
Installatie  'waiting in the hallway' in de Der Aa Kerk Groningen, 2015
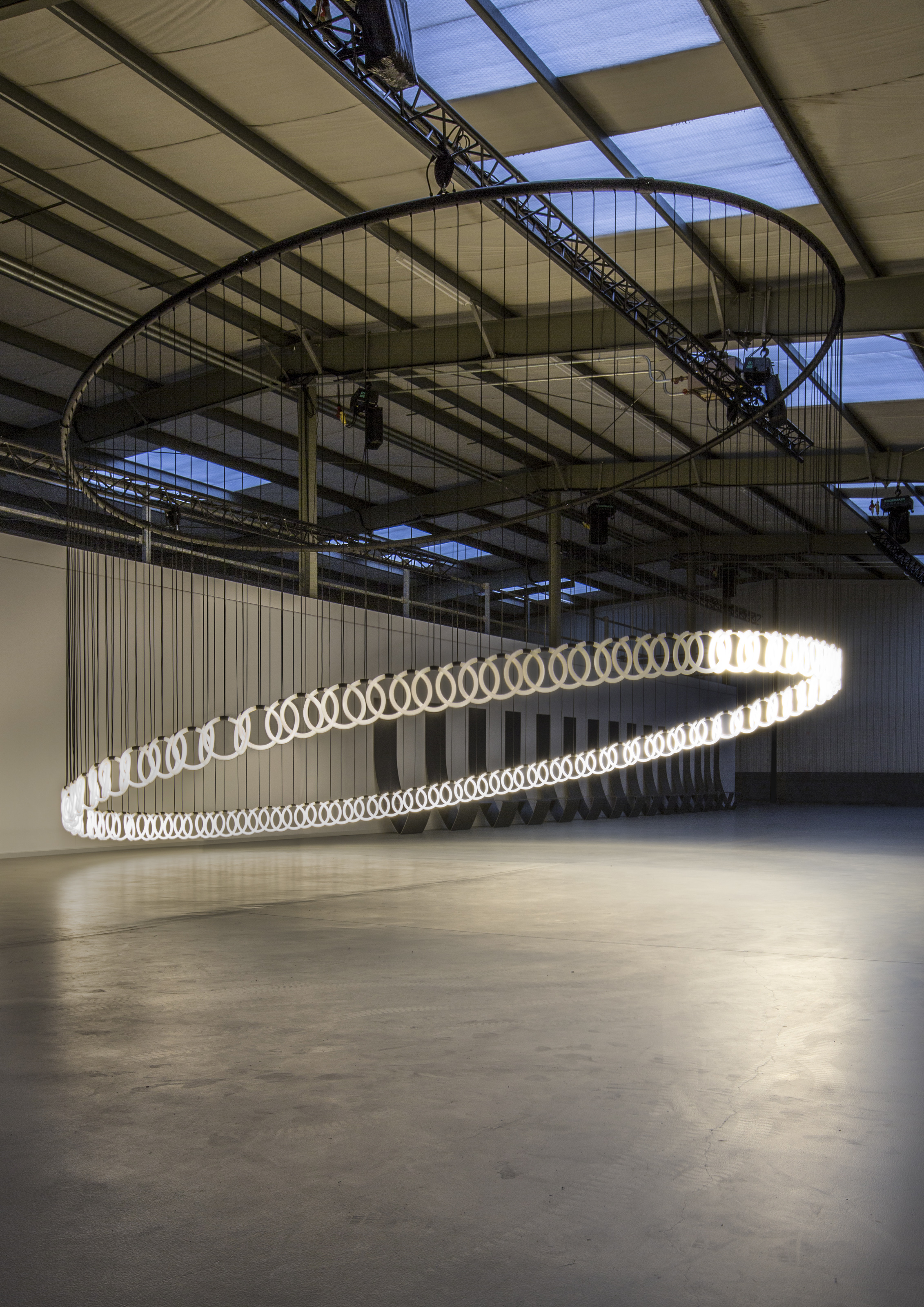
Chain Reaction, 2015
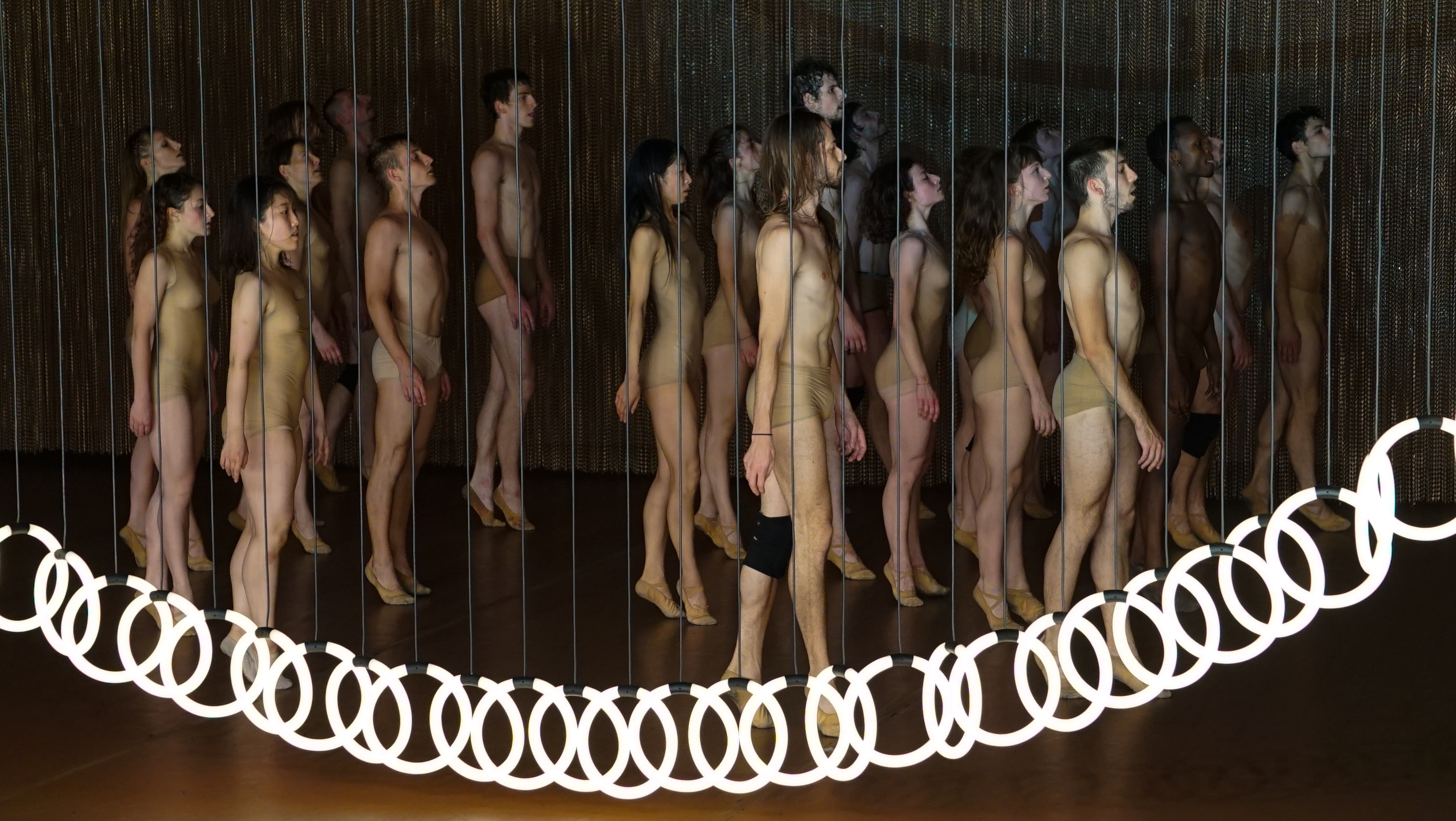
Chain Reaction in een choreografie van Ballet National de Marseille
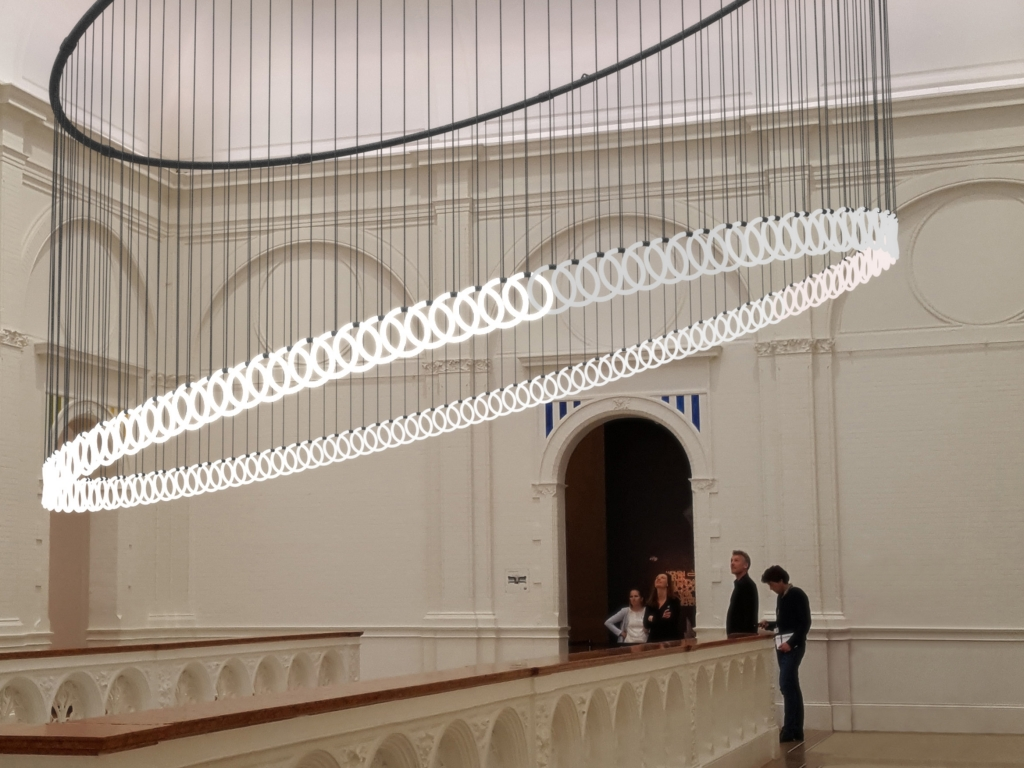
Chain Reaction in Stedelijk Museum Amsterdam 2016
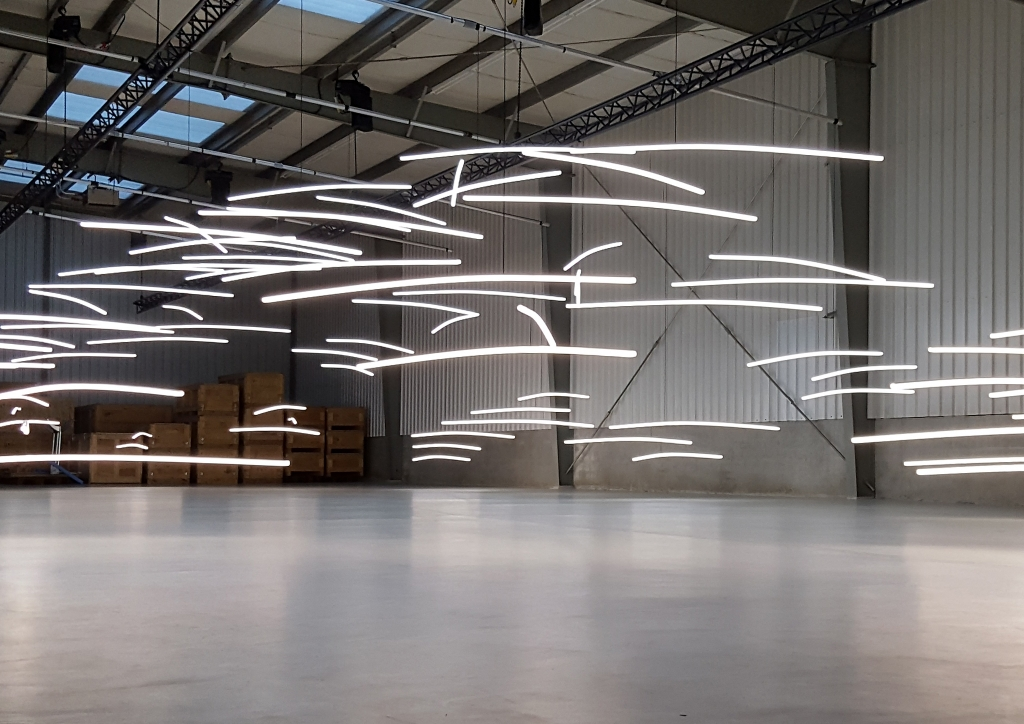
Lumens, 2016
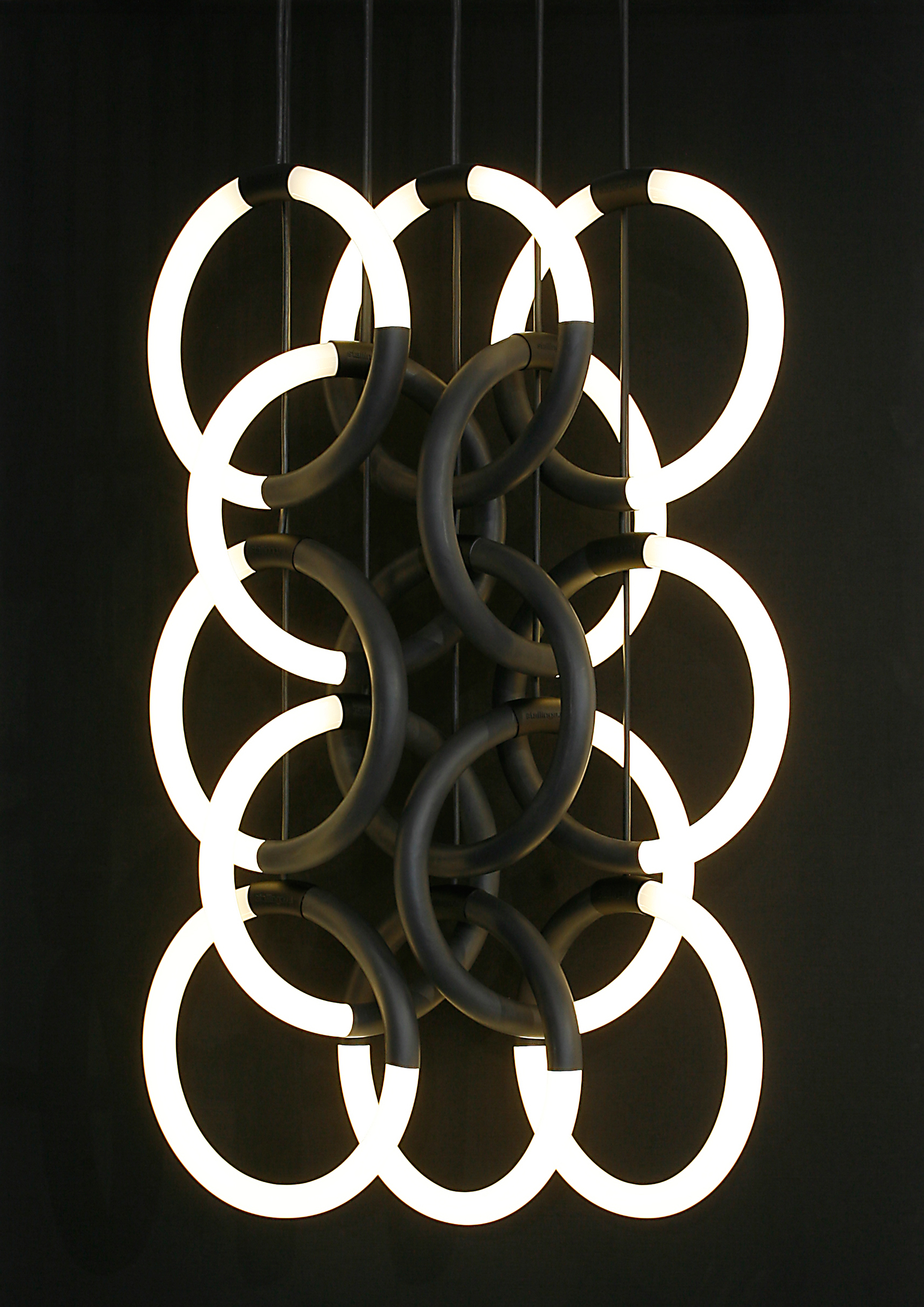
Dark Hearted, 2016

## Exposities (selectie)
- 1993. De eerste tentoonstelling van De Zayer, De Zayer Amsterdam.[2][3]
- 1994. Duo-expositie Alex d'Electrique en Henk Stallinga, The Frozen Fountain, Amsterdam.[8][9]
- 1995. Mutant Materials en The Garden Cafe - Mondriaan Exhibition, MoMA New York[10]
- 1996. Tresholds, MoMA New York,[11]
- 1998. Do Normal, SFMOMA San Francisco,[12]
- 2001. Workspheres, MoMA New York,[13]
- 2015. Earthquake Monument, Aa-kerk in Groningen.[7]
- 2018. One Way Ticket to Mars, groepsexpositie, Kunsthal KAdE, Amersfoort[14][15]

## Gevel
In 2022 maakte Stallinga bezwaar tegen een belastingaanslag van de gemeente Amsterdam voor een kunstwerk van Tim Ayres op de gevel van zijn atelier en de kunstruimte On The Inside. De gemeente beschouwde het kunstwerk als reclame en belastte het dienovereenkomstig, wat leidde tot het bezwaar van Stallinga

## Publicaties
- Henk Stallinga, Annemarie Galani (red.) Stallinga: This Is Our Logo. BIS Publishers, 2000.